# Wolven in Groot-Brittannië

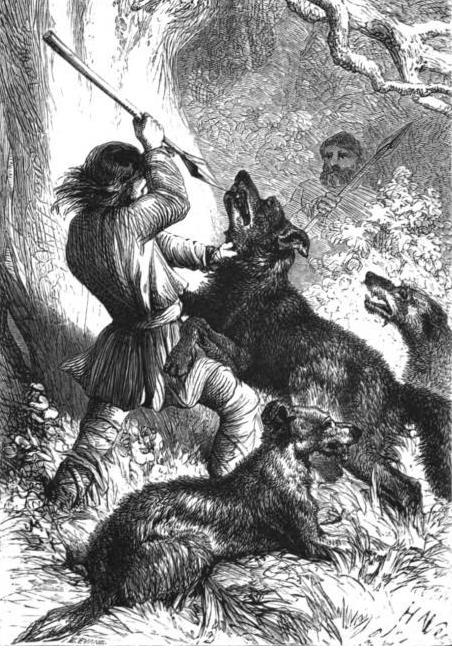
Een Angelsaksische wolvenjacht, afgebeeld in Thomas Miller's roman The British Wolf-Hunters uit 1859.

Aan het begin van de 21e eeuw komen er geen in het wild levende wolven voor in Groot-Brittannië. De wolf was aanwezig in dit gebied tot 1680, en volgens sommigen zelfs tot in de 19e eeuw. 
Geschriften uit Romeinse en latere Angelsaksische kronieken suggereren dat wolven ooit buitengewoon talrijk waren op het eiland. In tegenstelling tot andere dieren in Groot-Brittannië werden wolven niet beïnvloed door eilanddwergvorming: skeletresten wijzen erop dat ze misschien wel zo groot konden worden als poolwolven. De wolf werd in Groot-Brittannië uitgeroeid door een combinatie van ontbossing en jacht met beloningssystemen. Er wordt aangenomen dat de laatste wolf in 1680 werd gedood, hoewel sommigen beweren dat er in Schotland tot in de 19e eeuw nog wolven leefden.

## Fossiele vondsten

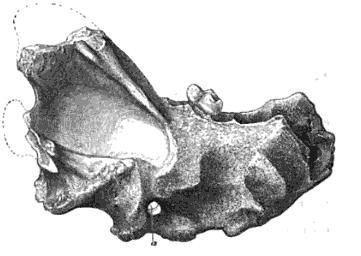
Illustratie van het zieke kaakbeen van een jonge wolf uit Oreston.

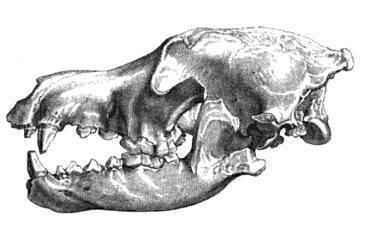
Illustratie van een wolfsschedel opgegraven in Kents Cavern.

In de Kirkdale-grot (Noord-Yorkshire) zijn overblijfselen van wolven aangetroffen. Hun aantal is echter relatief klein in vergelijking met de hoeveelheid botten van grottenhyena's. Cuvier wees er later op dat het aantal wolvenbotten in Kirkdale zelfs nog kleiner is dan gedacht: veel tanden die aanvankelijk van wolven geweest leken te zijn, bleken toe te behoren aan jonge hyena's. De weinige wolfsresten die wel correct geïdentificeerd waren, zijn mogelijk door mensen naar het grottenstelsel gebracht voor consumptie. William Buckland schreef in zijn Reliquiae Diluvianae dat hij slechts één maaltand vond die met zekerheid geïdentificeerd kon worden als een wolventand, terwijl de andere botfragmenten niet te onderscheiden waren van die van gedomesticeerde honden.
In de kalksteengrotten van Paviland (op het schiereiland Gower, Zuid-Wales) zijn de kaak, een hielbeen en verschillende middenvoetsbeentjes van een grote hondachtige gevonden. Het is echter onmogelijk om definitief te bewijzen dat deze toebehoorden aan een wolf, en niet slechts aan een grote hond.
In een steengroeve in Oreston (Plymouth) werd een grottenreeks ontdekt. In deze grotten vond ene meneer Whidbey verschillende botten en tanden van een canis-soort die niet te onderscheiden is van de hedendaagse wolf. Richard Owen onderzocht een in Oreston opgegraven kaakbeen en bevond dat het van een onvolwassen dier was. Ook was het kaakbeen vergroot door  exostose en ulceratie, waarschijnlijk ten gevolge van een gevecht met een andere wolf. De andere botten vertoonden knaagsporen van kleine dieren. Ook waren vele botten verder beschadigd tijdens de pogingen van arbeiders om ze uit de klei te halen. In tegenstelling tot de wolfsresten uit Kirkdale vertoonden de Oreston-resten geen bijtsporen van hyena's.
Een bijna volledige schedel (met ontbrekende tanden) werd ontdekt in Kents Cavern (Devon) door ene meneer Mac Enery. De schedel was precies even groot als die van een poolwolf, met als enige opmerkelijke verschillen dat de sectorkies iets groter was en de onderrand van de kaak iets complexer. De schedel werd geïdentificeerd als zijnde die van een wolf, vanwege het lage en samengetrokken voorhoofd.

## Engeland en Wales

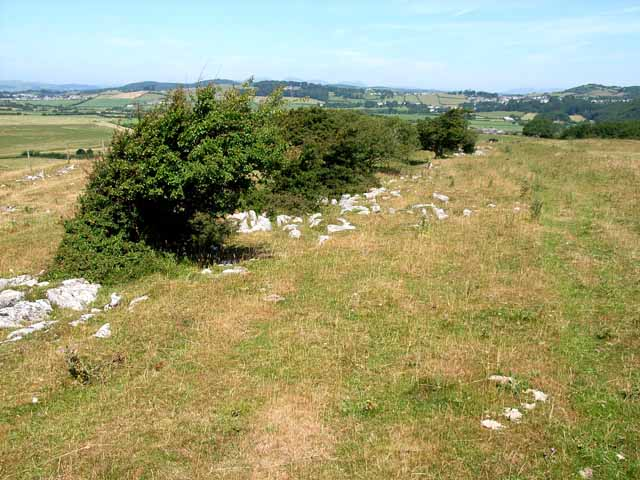
Humphrey Head, een kalkstenen rots aan de monding van het estuarium van Kent, waar naar verluidt in de 14e eeuw de laatste Engelse wolf werd gedood.

In het jaar 950 legde koning Athelstan volgens de overlevering een jaarlijkse betaling van 300 wolvenhuiden op aan de Welshe koning Hywel Dda. De Britse kroniekschrijver Willem van Malmesbury stelt echter dat Athelstan enkel om goud en zilver vroeg; volgens hem was het Athelstan's neef, Edgar de Vreedzame, die de betaling in goud en zilver losliet en in plaats daarvan wolvenhuiden eiste van de Welshe koning Constantijn. In de tijd van deze koningen waren wolven bijzonder talrijk in de (sterk beboste) districten die aan Wales grensden. De belasting in wolvenhuiden werd gehandhaafd tot de Normandische verovering van Engeland in 1066.
Er schijnen destijds criminelen te zijn geweest die, in plaats van de doodstraf, de opdracht kregen om een bepaald aantal wolventongen te leveren. Dit diende als bewijs dat de gestrafte dat aantal wolven gedood had.
In de 14e eeuw schreef de monnik Galfrid over de wonderen van St. Cuthbert (die zeven eeuwen eerder zouden hebben plaatsgevonden). Galfrid merkte op dat wolven in deze tijd zo talrijk waren in Northumbria, dat het voor zelfs de rijkste kuddemeesters vrijwel onmogelijk was om hun schapen te beschermen, ondanks de inzet van vele herders.
Volgens de Angelsaksische kroniek stond de maand januari bekend als "Wulf-monath" (of wolvenmaand). Dit was namelijk de tijd waarin wolven, gedreven door voedselschaarste, op hun gevaarlijkst waren voor de mens. Daarnaast was januari de eerste volledige maand van de wolvenjacht door de adel. Officieel eindigde dit jachtseizoen op 25 maart; het omvatte dus het welpseizoen, waarin wolven het meest kwetsbaar waren en waarin hun vacht het meest winstgevend was.
De Normandische koningen (r. 1066 tot 1154) zetten bedienden in als wolvenjagers; veel van deze bedienden bezaten land dat werd toegekend op voorwaarde dat ze deze plicht vervulden. Zo verleende Willem de Veroveraar de heerschappij over Riddesdale (Northumberland) aan Robert de Umfraville op voorwaarde dat hij dit gebied zou verdedigen tegen vijanden en wolven. Er waren geen beperkingen op of straffen voor het jagen op wolven - behalve in koninklijke wildreservaten, met als redenering dat het voor een gewone burger te verleidelijk zou zijn om daar een hert te schieten.
Gerald van Wales schreef hoe de lijken die het resultaat waren van Hendrik II's strafexpeditie naar Wales (in 1165) werden opgegeten door wolven in Holywell.
Engelse wolven werden vaker gevangen dan dat ze werden bejaagd. Zo zou de familie Wolfhunt, die in de 13e eeuw in Peak Forest woonde, vaak het bos in zijn gegaan om pek te plaatsen op plekken die door wolven werden bezocht. Dit deden zij in de maanden maart en december, want in deze tijd van het jaar zouden de wolven meer moeite hebben om de pek te ruiken dan op andere momenten. Tijdens de droge zomers ging de familie het bos in om welpen te doden.
Jan zonder Land (r. 1199-1216) loofde een premie van 10 shilling uit voor de vangst van twee wolven.
Koning Eduard I (r. 1272-1307) beval dat alle wolven in zijn koninkrijk volledig uitgeroeid moesten worden. Hij nam persoonlijk een zekere Peter Corbet in dienst, en gaf hem instructies om de wolf uit te roeien in de graafschappen Gloucestershire, Herefordshire, Worcestershire, Shropshire en Staffordshire – gebieden in en rondom de Welsh Marches, waar wolven meer voorkwamen dan in de zuidelijke gebieden van Engeland.
In het 43e jaar van de heerschappij van Eduard III (r. 1312-1377) bezat een zekere Thomas Engaine land in Pytchley, in het graafschap Northampton, op voorwaarde dat hij speciale jachthonden vond om wolven te doden in de graafschappen Northampton, Rutland, Oxford, Essex en Buckingham.
In het 11e jaar van Henry VI's heerschappij (1433) bezat een zekere Sir Robert Plumpton een stuk land genaamd "Wolf Hunt Land", dat hij had verkregen door het blazen van een hoorn waarmee hij wolven in Sherwood Forest opjoeg of bangmaakte.
Er wordt aangenomen dat de wolf in Engeland is uitgestorven (of ten minste zeer zeldzaam is geworden) tijdens de heerschappij van Hendrik VII (r. 1485-1509). Tegen deze tijd was de aanwezigheid van de wolf beperkt geraakt tot de bossen van Blackburnshire en Bowland in Lancashire, de Yorkshire Wolds, en de wildere gedeelten van het Peak District in Derbyshire. In East Riding van Yorkshire werden er tot in de vroege 19e eeuw nog premies voor wolven gehandhaafd.

## Schotland

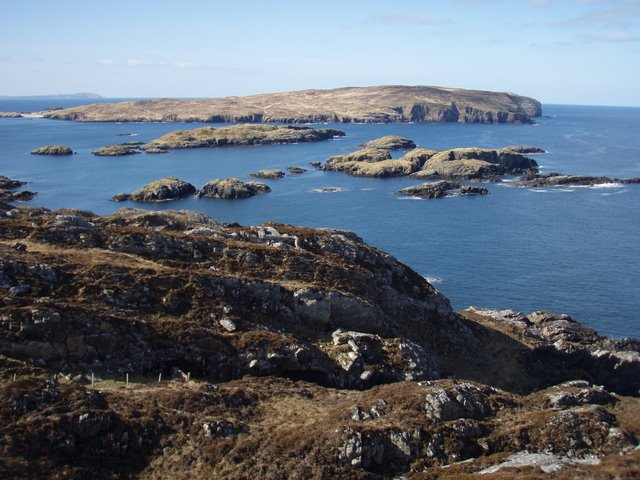
Het eiland Handa (in Sutherland), waar de lokale bevolking ooit hun doden begroef om te voorkomen dat de graven door wolven zouden worden ontheiligd.

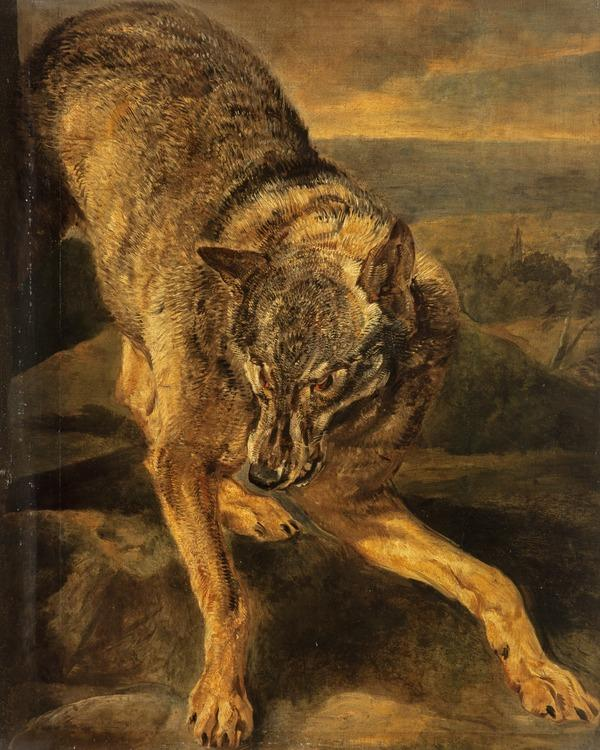
Een wolf door Jan Fyt, National Galleries of Scotland.

In Schotland werd de wolf tijdens het bewind van James VI (r. 1567-1625) dermate als een bedreiging voor reizigers beschouwd, dat er op belangrijke wegen speciale huizen (genaamd spittals) werden gebouwd ter bescherming.
In Sutherland groeven wolven zo vaak graven op, dat de inwoners van de Edrachillis-baai zich genoodzaakt zagen om hun doden te begraven op het eiland Handa:

On Ederachillis' shore
The grey wolf lies in wait-
Woe to the broken door,
Woe to the loosened gate,
And the groping wretch whom sleety fogs
On the trackless moor belate.
The lean and hungry wolf,
With his fangs so sharp and white,
His starveling body pinched
By the frost of a northern night,
And his pitiless eyes that scare the dark
With their green and threatening light.
[…]
He climbeth the guarding dyke,
He leapeth the hurdle bars,
He steals the sheep from the pen,
And the fish from the boat-house spars;
And he digs the dead from out the sod,
And gnaws them under the stars.
[…]
Thus every grave we dug
The hungry wolf uptore,
And every morn the sod
Was strewn with bones and gore;
Our mother earth had denied us rest
On Ederachillis’ shore.
Eilandbegrafenissen werden ook toegepast op Tanera Mòr en op Inishail. In Atholl werden doodskisten wolfbestendig gemaakt door ze uit vijf tegelvormige stenen te bouwen.
In de Schotse Laaglanden stierf de wolf waarschijnlijk uit in de 13e tot 15e eeuw, toen er enorme stukken bos werden gekapt.
In 1427 keurde Jacobus I van Schotland een wet goed die jaarlijks drie wolvenjachten vereiste. Deze drie jachten dienden tussen 25 april en 1 augustus plaats te vinden. Daarmee vielen zij samen met het welpseizoen van de wolf.
De Schotse wolvenpopulatie bereikte een hoogtepunt in de tweede helft van de 16e eeuw. Het is bekend dat Maria I van Schotland in 1563 op wolven heeft gejaagd in het bos van Atholl. Later veroorzaakten wolven zoveel schade aan de veekuddes van Sutherland dat Jacobus VI van Schotland het in 1577 verplicht stelde om driemaal per jaar op wolven te jagen.

### De laatste wolf van Schotland

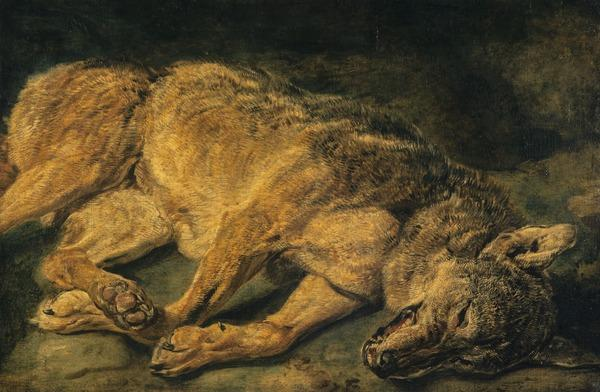
Een dode wolf - Jan Fyt

Over het doden van de laatste Schotse wolf zijn verschillende verhalen in omloop. Officiële documenten suggereren dat de laatste wolf in 1680 werd gedood, door Sir Ewen Cameron van Lochiel, in het dorp Killiecrankie (Perthshire). Sommigen beweren echter dat er wolven in Schotland leefden tot in de 18e eeuw. Eén verhaal stelt zelfs dat er in 1888 nog een wolf werd gezien.

## Folklore en literatuur

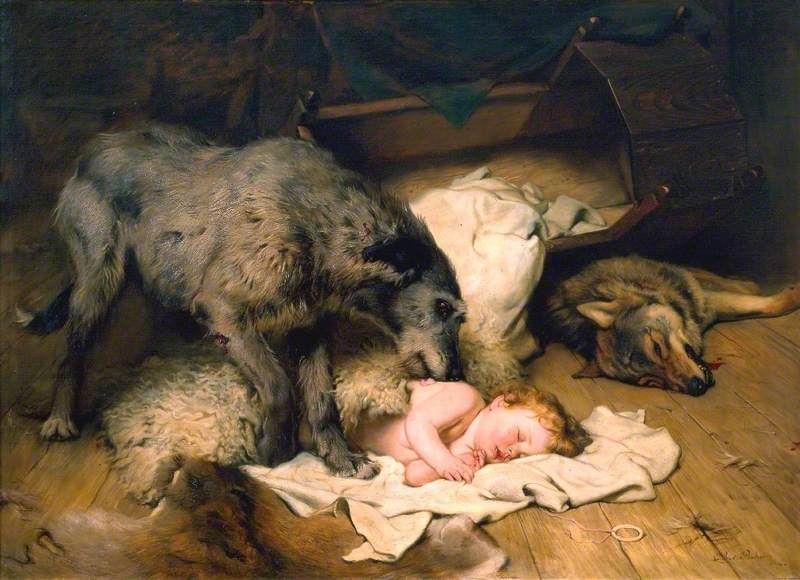
Gelert door Charles Burton Barber (1845-1894).

In het Welshe verhaal Gelert doodt prins Llywelyn de Grote zijn trouwe wolfshond Gelert. De prins had zijn hond even tevoren onder het bloed aangetroffen, en nam aan dat dit bloed van zijn zoontje was. Pas later ontdekt hij dat zijn kind nog leeft, en dat het bloed toebehoorde aan een wolf waartegen Gelert de jongen juist verdedigd had.
In Welshe mythologie wordt gezegd dat zowel Sint Ciwa (het 'Wolvenmeisje') als Bairre (een voorouder van Amergin Glúingel) door wolven werden gezoogd.
Volgens Schotse folklore doodde een oude man genaamd MacQueen van Findhorn de laatste wolf in 1783 in Morayshire.

## Voorgestelde herintroductie in Schotland en Engeland
In 1999 riep dr. Martyn Gorman, universitair hoofddocent zoölogie aan de Universiteit van Aberdeen en vicevoorzitter van de UK Mammal Society, op tot een herintroductie van de wolf in de Schotse Hooglanden en op het Engelse platteland. Dit was een voorgestelde oplossing voor de destijds 350.000 edelherten die jonge bomen in de economische sector beschadigden. Adviesorgaan Schottish National Heritage overwoog om zorgvuldig gecontroleerde wolvenkolonies te herstellen, maar schortte dit idee op na bezwaar van schapenboeren.
In 2002 opperde Paul van Vlissingen, een rijke landeigenaar in Achnasheen (in de westelijke Hooglanden), de herintroductie van zowel wolven als lynxen in Schotland en Engeland. Hierbij stelde hij dat de huidige methoden voor het ruimen van herten ontoereikend waren, en dat wolven een impuls zouden geven aan het Schotse toerisme.
In 2007 suggereerden Britse en Noorse onderzoekers dat de herintroductie van de wolf in de Schotse Hooglanden en op het Engelse platteland zou helpen bij het herstel van planten en vogels die worden gehinderd door de hertenpopulatie. Hun studie evalueerde ook hoe de bevolking zou staan tegenover het loslaten van wolven in het wild. Hoewel de algemene publieke opinie positief was, reageerden bewoners van plattelandsgebieden gevoeliger. Toch zouden zij openstaan voor het idee, mits eventueel veeverlies zou worden vergoed.
Richard Morley, van de Wolves and Humans Foundation (voorheen de Wolf Society of Great Britain), voorspelde in 2007 dat de publieke steun voor de herintroductie van de wolf in de komende vijftien jaar zou toenemen. Hij bekritiseerde eerdere gesprekken echter ook als te "eenvoudig of romantisch". Hij stelde dat wolven goed zouden zijn voor het toerisme, maar dat de zorgen van boeren over het effect van wolven op de veestapel (met name schapen) ook moesten worden erkend.
Hoewel de mogelijke herintroductie van de wolf en andere grote carnivoren in de Schotse Hooglanden een zeer controversieel onderwerp blijft, maken sommigen al plannen voor herintroducties. Paul Lister, de heer van Alladale Estate (in het bos van Caledonië), heeft plannen om grote carnivoren zoals wolven, lynxen en beren opnieuw te introduceren in zijn natuurreservaten. Veel argumenten tegen dit soort herintroductie zijn gebaseerd op de potentiële impact van zulke dieren op de landbouw. Lister stelt dat dit in Alladale geen probleem zou zijn, aangezien er in dit gebied heel weinig landbouw is die hierdoor getroffen zou kunnen worden.
In de VS was herintroductie gunstig voor economie en ecologie. In 1995 werd de wolf hier opnieuw geïntroduceerd in het Yellowstone National Park. Dit transformeerde de ecologie van het gebied; bossen konden regenereren en de biodiversiteit kon toenemen. Het aan wolven gerelateerde toerisme levert Wyoming daarnaast jaarlijks 35,5 miljoen dollar op.